# Ludwig Saxer
Ludwig Saxer (* 26. November 1869 in Carlsburg; † 3. Mai 1957 in Hamburg) war ein deutscher Konteradmiral der Reichsmarine.

## Leben
Saxer trat am 13. April 1889 als Kadett in die Kaiserliche Marine ein. Am 17. Mai 1892 wurde er zum Unterleutnant zur See ohne Patent befördert. Das Patent zu diesem Dienstgrad erhielt er am 23. Oktober 1893. Am 8. April 1895 wurde er zum Leutnant zur See (Umbenennung zum Oberleutnant zur See am 1. Januar 1899) befördert. In der Zeit vom 1. Oktober 1898 bis zum Juni 1901 war er der Stammkompanie des Matrosenartillerie-Detachements Kiautschou zugeteilt. Während dieser Dienstzeit wurde er am 23. Januar 1901 zum Kapitänleutnant befördert. Im Juni 1901 kehrte er nach Deutschland zurück und wurde Chef der 1. Torpedobootsdivision. Vom 1. Oktober 1905 bis zum 28. September 1908 war Saxer dann Dezernent im Reichsmarineamt. Vom 29. September 1908 bis zum 14. September 1910 tat Saxer Dienst als Erster Offizier auf den Linienschiffen Hannover und Westphalen. In der Zwischenzeit war er am 9. März 1907 zum Korvettenkapitän befördert worden. Vom 15. September 1910 bis zum 16. Juli 1912 diente Saxer als 1. Admiralstabsoffizier beim Stab des I. Geschwaders – in diese Zeit fiel seine Beförderung zum Fregattenkapitän (10. April 1911). Am 7. Januar 1913 reiste Saxer erneut nach China und wurde am 19. Februar 1913 Chef des Stabes beim Gouvernement Kiautschou. Vorher war er noch, am 27. Januar 1913, zum Kapitän zur See befördert worden. In der Dienststellung als Chef des Stabes erlebte Saxer auch den Ausbruch des Ersten Weltkriegs und nahm an der Verteidigung von Tsingtau teil. Nach der Eroberung Tsingtaus durch japanische Streitkräfte kam er im November 1914 in japanische Kriegsgefangenschaft.
Ende Dezember 1919 wurde Saxer aus der Gefangenschaft entlassen. Er verließ Japan am 25. März 1920 zusammen mit anderen höheren Offizieren mit dem Dampfer Nankai Maru und kam am 27. Mai 1920 in Deutschland an. Mit Verfügung vom 30. Januar 1920 erhielt er mit Rangdienstalter vom 21. Januar 1920 den Charakter als Konteradmiral. Kurze Zeit später wurde er am 15. Juli 1920 aus dem aktiven Dienst verabschiedet.
Nach seiner Entlassung wohnte Saxer in Berlin, zog aber nach dem Tod seiner Frau nach Hamburg, wo er 1957 starb.

## Familie
Saxer heiratete nach seiner Rückkehr nach Deutschland 1901 Käthe Ruperti (1870–1943). Aus der Ehe gingen zwei Kinder hervor. Die Familie Saxers verbrachte die Jahre des Ersten Weltkriegs in Peking und Shanghai.